# K Lupi
Ne doit pas être confondu avec κ (Kappa) Lupi.
Désignations
k Lupi (en abrégé k Lup), également désignée HD 137058 ou HR 5724, est une étoile de la constellation australe du Loup. Elle est visible à l'œil nu avec une magnitude apparente de 4,60. L'étoile présente une parallaxe annuelle de 17,83 mas mesurée par le satellite Gaia, ce qui indique qu'elle est distante d'environ 56 pc (∼183 al) de la Terre.
Eggleton et Tokovinin (2008) répertorient k Lupi comme une étoile seule, même si Nitschelm et David (2011) ont noté qu'elle pourrait être une binaire spectroscopique à raies doubles. Elle possède trois compagnons visuels dans les catalogues d'étoiles doubles et multiples, mais ils sont purement optiques. La composante visible du système est une étoile blanche de la séquence principale de type spectral A0 V. Elle tourne très rapidement sur elle-même, à une vitesse de rotation projetée de 300 km/s. Cela donne à l'étoile une forme aplatie avec un rayon équatorial qu'on estime être 22 % plus grand que son rayon polaire. Elle est 156 fois plus lumineuse que le Soleil et sa température de surface est de 8 178 K.